# Leslie Feist
Leslie Feist, kanadska glasbenica, * 13. februar 1976, Amherst, Nova Škotska. 
Pod imenom Feist ustvarja kot samostojna glasbenica, je tudi članica kanadskega indie rock kolektiva Broken Social Scene. 
Od rane mladosti je pela v šolskih zborih, vse dokler ni pri petnajstih odkrila punka, ustrezno spremenila videz, se nato pridružila srednješolski punk skupini in z njo po zmagi na lokalnem tekmovanju mladih talentov nastopila v predprogramu legendarnih The Ramones. Večletno nastopanje in agresivno prepevanje je močno načelo njene glasilke, zato je po zdravniškem navodilu povsem prenehala peti in pri tem vztrajala eno leto. Kupila si je kitaro in se v neki kleti v Torontu posvetila iskanju novega, bolj melodičnega in tišjega, glasbenega izraza. Kmalu se je pridružila rockovski skupini By Divine Right in jih tri leta spremljala na turneji. Leta 1999 je ob podpori kanadske vlade izdala prvo samostojno ploščo. Prisostvovala je nastajanju skupine Broken Social Scene in si z njimi leta 2003 prislužila kanadsko nagrado Juno za najboljši alternativni album leta. Sodelovala je s številnimi glasbeniki, z rojakoma Gonzalesom in raperko Peaches, gostovala je na plošči norveškega dua Kings of Convenience in posnela duet z Jane Birkin. Druga samostojna plošča Let it Die, ki jo zaznamuje minimalistični avtorski pop z elementi elektronske glasbe in jazza, ji je v Kanadi prinesla nove nagrade, požela pa je tudi precejšen mednarodni uspeh. Leslie Feist od leta 2000 živi in ustvarja v Parizu. 

## Diskografija
- Monarch (Lay Your Jewelled Head Down) (1999)
- Let It Die (2004)
- Open Season (2006)
- The Reminder (2007)